# Монтеркі
Монтеркі (італ. Monterchi) — муніципалітет в Італії, у регіоні Тоскана,  провінція Ареццо.
Монтеркі розташоване на відстані близько 180 км на північ від Рима, 80 км на південний схід від Флоренції, 20 км на схід від Ареццо.
Населення — 1780 осіб (2014).

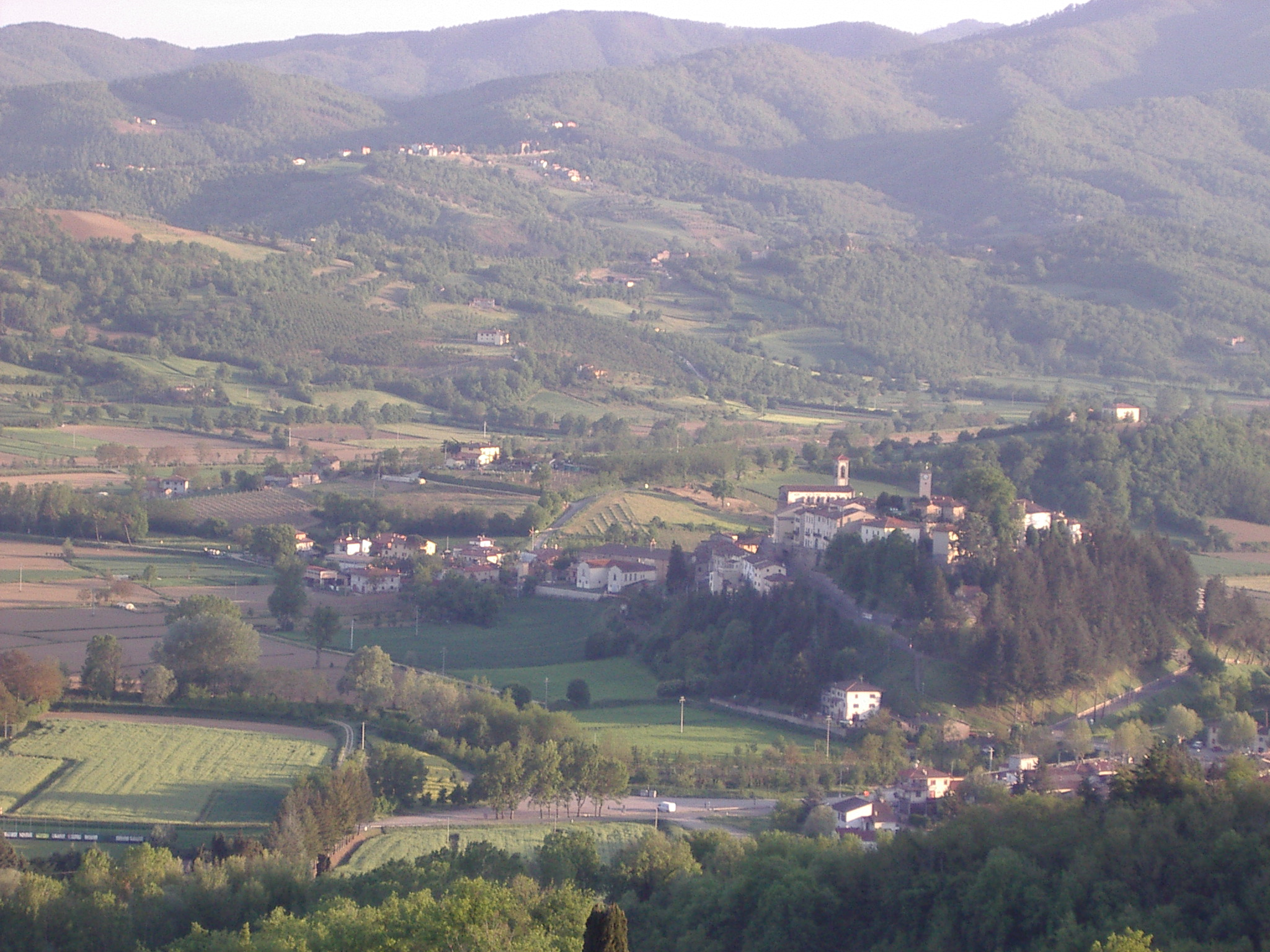

Щорічний фестиваль відбувається 8 жовтня. 

## Демографія
Населення за роками:

Станом на 1 січня 2023 року в муніципалітеті офіційно проживало 147 іноземців з 21 країни, серед них 36 громадян країн Євросоюзу.

## Сусідні муніципалітети
- Анг'ярі
- Ареццо
- Читерна
- Читта-ді-Кастелло
- Монте-Санта-Марія-Тіберина